# Marangoni-Zahl
Die Marangoni-Zahl {\displaystyle {\mathit {Ma}}} oder {\displaystyle {\mathit {Mg}}} (benannt zu Ehren des italienischen Physikers Carlo Marangoni) ist eine dimensionslose Kennzahl aus dem Bereich der Strömungsmechanik. Sie ist ein Maß für die Stärke der kapillaren Konvektion an Grenzflächen (Marangoni-Konvektion).
Die Marangoni-Konvektion ist eine Strömung an Grenzflächen, die durch lokale Unterschiede der Grenzflächenspannung {\displaystyle \sigma } verursacht wird. Da die Grenzflächenspannung der meisten Stoffe bei zunehmender Temperatur {\displaystyle T} abnimmt, entsteht eine Strömung von warmen zu kalten Bereichen der Grenzfläche. In diesem Fall der thermokapillaren Konvektion, die durch Temperaturdifferenzen {\displaystyle \Delta T} bedingt sind, lässt sich die Maragoni-Zahl definieren als:
{\displaystyle {\mathit {Ma}}=-{\frac {\partial \sigma }{\partial T}}{\frac {L\Delta T}{\eta a}}}
Dabei bezeichnet
- {\displaystyle L} die charakteristische Länge
- {\displaystyle \eta } die dynamische Viskosität, d. h. die Zähflüssigkeit des Fluids, welche der Konvektion entgegenwirkt
- {\displaystyle a} die Temperaturleitzahl (englisch thermal diffusivity).

Analog können die lokale Unterschiede in der Grenzflächenspannung auch durch Konzentrationsunterschiede gelöster Stoffe (z. B. Detergentien) oder der Ladungsdichte entstehen und durch eine entsprechende Definition der Marangoni-Zahl ausgedrückt werden.